# Meredély
Meredély (1899-ig Prikra, szlovákul: Príkra) község Szlovákiában, az Eperjesi kerület Felsővízközi járásában.

## Fekvése
Felsővízköztől 19 km-re északkeletre, a Ladomér-patak alatt, a lengyel határ mellett fekszik.

## Története

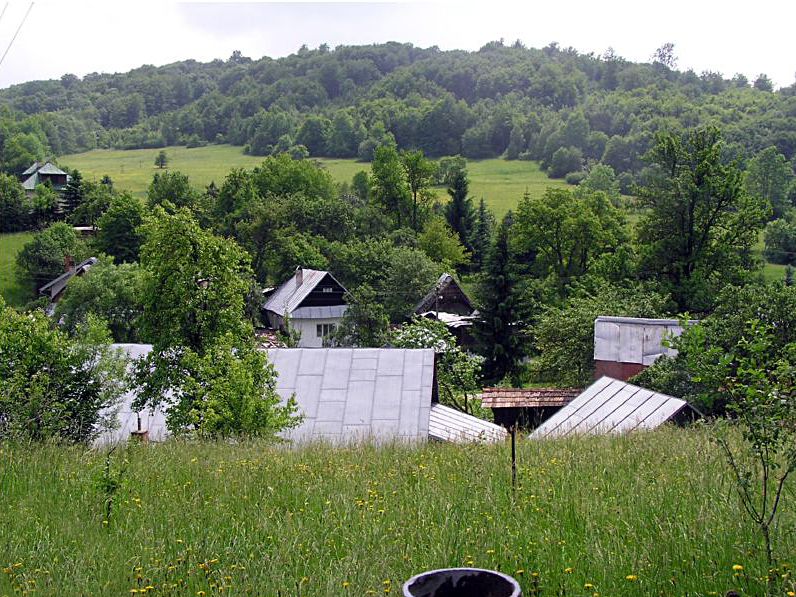
A község látképe

A falut 1573 és 1598 között a vlach jog alapján alapították ruszin pásztornépek betelepítésével. Makovica várának uradalmához tartozott. Első említése 1618-ban „Prikra” néven történik. 1787-ben 11 házában 78 lakos élt.
A 18. század végén Vályi András így ír róla: „PRIKRA. Orosz falu Sáros Vármegyében, földes Ura Gróf Szirmay Uraság, lakosai katolikusok, és ó hitüek, fekszik a’ Makoviczai Uradalomban, határjában legelőn, és fán kivűl nints más java, földgye sovány, harmadik osztálybéli.”
1828-ban 19 háza volt 143 lakossal. A 19. században a Dobriánszky család birtoka. Lakói főként mezőgazdasággal és erdei munkákkal foglalkoztak.
Fényes Elek 1851-ben kiadott geográfiai szótárában így ír a faluról: „Prikra, orosz falu, Sáros vmegyében, a makoviczi uradal. Duplin fil. 4 romai, 140 gör. kath., 7 zsidó lak. Ut. p. Komarnyik.”
1920 előtt Sáros vármegye Felsővízközi járásához tartozott.
1922-ben az erdei munkások sztrájkjának egyik színhelye volt. 1944-ben a harcok során súlyos károkat szenvedett.

## Népessége
| Év:            | 1994. | 2004.    | 2014.    | 2024.   |
| -------------- | ----- | -------- | -------- | ------- |
| Emberek száma: | 11    | 9        | 8        | 11      |
| Eltérés:       |       | -18,18 % | -11,11 % | +37,5 % |

| Év:            | 2023. | 2024. |
| -------------- | ----- | ----- |
| Emberek száma: | 11    | 11    |
| Eltérés:       |       | +0 %  |

1910-ben 107, túlnyomórészt ruszin lakosa volt (104 fő: 97,2%).
2001-ben mindössze 7 szlovák lakosa volt.
2011-ben mindössze 8 szlovák lakta.

## Nevezetességei
- Mihály arkangyal tiszteletére szentelt görögkatolikus fatemploma 1777-ben épült, ikonosztáza is 18. századi, de egyes képei 17. századiak. Harangját 1759-ben öntötték. Tornya hagymakupolás. Tetőszerkezete zsindellyel fedett.